# Dark Tide (film, 2012)
Pour le film de Luca Bercovici (en), voir Dark Tide.
Pour plus de détails, voir Fiche technique et Distribution.
Dark Tide est un film américain réalisé par John Stockwell, sorti en 2012, et avec Halle Berry et Olivier Martinez.

## Synopsis
Kate Mathieson nage au milieu de requins blancs, jusqu'à ce que son mentor décède. Le retour de son ancien mari, Jeff, la motive pour replonger.

## Fiche technique
- Titre original : Dark Tide
- Titre français : Dark Tide
- Réalisation : John Stockwell
- Producteur : Jeanette Beurling, Matthew E. Chausse
- Scénario : Ronnie Christensen, Amy Sorlie
- Histoire : Amy Sorlie
- Musique : Mark Sayfritz
- Photographie : Jean-François Hensgens
- Montage : Andrew MacRitchie
- Sociétés de production : Infinite Ammo Motion, Picture Company
- Sociétés de distribution : Wrekin Hill Entertainment (États-Unis), Metropolitan Filmexport (France)
- Sortie :
  -  États-Unis : 8 mars 2012 (vidéo à la demande), 30 mars 2012 (sortie limitée)
  -  Royaume-Uni : 22 octobre 2012
  -  France : 15 décembre 2018 (en DVD)
- Pays :  Royaume-Uni -  Afrique du Sud
- Langue : anglais
- Budget : 25,000,000 dollars
- Box office : 432,274 dollars

## Distribution
- Halle Berry (VF : Géraldine Asselin) : Kate Mathieson
- Olivier Martinez : Jeff
- Ralph Brown : Brady
- Luke Tyler : Luke
- Mark Elderkin : Tommy
- Sizwe Msutu : Walter
- Thoko Ntshinga : Zukie